# Eumesocampa lutzi
Eumesocampa lutzi är en urinsektsart som beskrevs av Filippo Silvestri 1933. Eumesocampa lutzi ingår i släktet Eumesocampa och familjen Campodeidae. Inga underarter finns listade i Catalogue of Life.